# Cosimo den äldre
Cosimo di Giovanni de’ Medici, kallad Cosimo den äldre (italienska Cosimo di Giovanni de' Medici detto il Vecchio), född 27 september 1389 i Florens, död 1 augusti 1464 i Florens, var en florentinsk bankir, köpman och politiker.
Cosimo var son till Giovanni di Bicci de' Medici och Piccarda Bueri. Han bidrog starkt till att etablera huset Medici som de facto härskare i Florens under större delen av den italienska renässansen, genom att konsolidera den bankverksamhet som hans fader hade grundlagt under slutet av 1300-talet. Förutom att utöva inflytande över det politiska systemet i Florens använde Cosimo stora delar av sin förmögenhet för att agera mecenat åt en omfattande kulturell och filosofisk verksamhet som kom att bli en grundsten för renässanshumanismens framväxt. Bland annat finansierade han Europas första allmänna bibliotek, och lät översätta Platons samlade verk.
Cosimo de' Medici hade en yngre bror, Lorenzo den äldre (ca 1395–1440). Cosimo gifte sig omkring 1415 med Contessina de' Bardi, från den florentinska adelsfamiljen Bardi, och de fick tillsammans sönerna Piero di Cosimo de' Medici (1416–1469) och Giovanni di Cosimo de' Medici (1421–1463). Familjen adopterade också Cosimos oäkta son Carlo de' Medici (ca 1430–1492).

## I fiktion
I första säsongen av TV-serien Medici: Masters of Florens figurerar Cosimo som ung, spelad av Richard Madden.